# Alberto Ghibellini
Alberto Ghibellini (né le 12 mars 1973 à Gênes) est un joueur de water-polo italien.
Il remporte la médaille de bronze lors des Jeux olympiques de 1996 à Atlanta. 
Il est le fils d'Alessandro Ghibellini.